# تشارلز سايمور ويتمان
تشارلز سايمور ويتمان (بالإنجليزية: Charles Seymour Whitman)‏ هو قاضي ومحامي وسياسي أمريكي، ولد في 29 سبتمبر 1868 في الولايات المتحدة، وتوفي في 29 مارس 1947 في ماساتشوستس في الولايات المتحدة. حزبياً، نشط في الحزب الجمهوري. وقد انتخب حاكم نيويورك ‏ (1915 – 31 ديسمبر 1918).

## روابط خارجية
- تشارلز سايمور ويتمان على موقع IMDb (الإنجليزية)